# Hans Grüß
Hans Ludwig Kurt Reinhold Grüß (* 4. März 1929 in Berlin; † 24. November 2001 in Much) war ein deutscher Musikwissenschaftler und Ensembleleiter.

## Leben

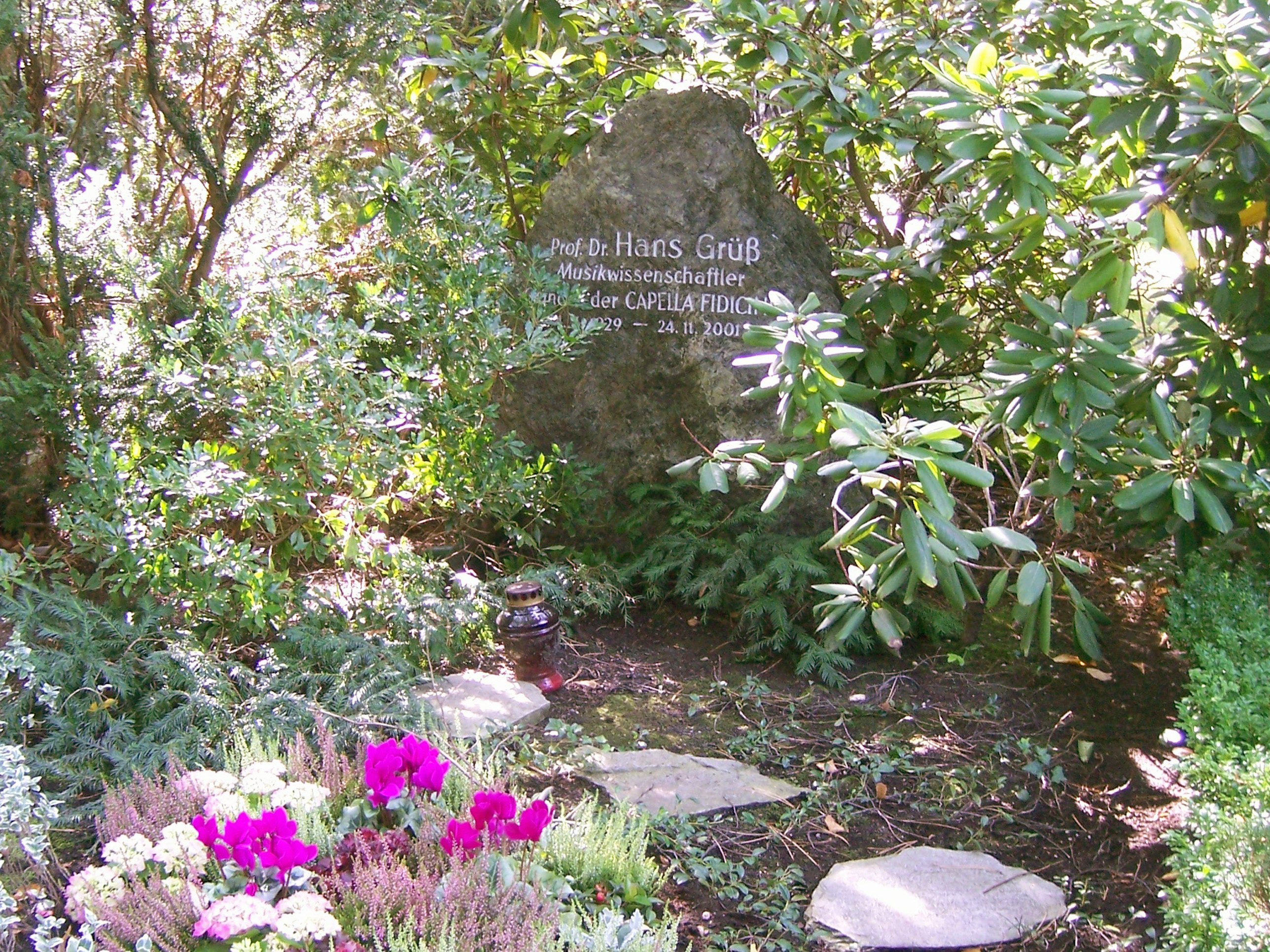
Grabstätte Hans Grüß auf dem Südfriedhof in Leipzig

### Kindheit und Studium
Er verbrachte seine Kinder- und Jugendzeit in Freiberg, da der Vater ab 1936 als Professor für Mathematik und technische Mechanik an der Bergakademie lehrte. Als Gymnasiast wurde er zum Volkssturm eingezogen und konnte sein Abitur erst nach Beendigung einer Kriegsgefangenschaft ablegen.
Zunächst studierte er ab 1947 Germanistik, Musikwissenschaft und Pädagogik an der Humboldt-Universität zu Berlin, ab 1949 an der Universität und an der Musikhochschule in Leipzig. Frühzeitig beschäftigte er sich mit der Aufführungspraxis Alter Musik und promovierte 1956 über Josquin Desprez.

### Berufliche Tätigkeit
1957 erhielt Grüß einen Lehrauftrag an der Leipziger Universität. Wegen politischer Unstimmigkeiten drohte ihm dort 1963 der Entzug der Lehrerlaubnis durch die SED. Erst nach der politischen Wende wurde er 1993 zum außerplanmäßigen Professor ernannt und unterrichtete bis 1996. Als gefragter Spezialist erhielt er auch nach seiner Emeritierung Lehraufträge an der Technischen Universität in Dresden und an der Leipziger Musikhochschule.

### Ensembleleiter
Im Jahr 1957 gründete er die Capella Fidicinia, ein Ensemble, das aus Mitgliedern des Leipziger Instituts für Musikwissenschaft bestand und sich der werkgetreuen Aufführung alter Musik widmete. Musiziert wurde auf historischen Instrumenten des Leipziger Musikinstrumentenmuseums, wobei Grüß die Gambe spielte.
Bei größeren Aufführungen erhielten Grüß und sein Ensemble regelmäßig Unterstützung durch Musiker des Gewandhaus- und des Rundfunksinfonieorchesters. Eine besonders enge Zusammenarbeit bestand mit dem Dresdner Kreuzchor sowie den Solisten Winfried Schrammek (Orgel), Peter Schreier und Martin Krumbiegel, der das Ensemble seit dem Tod des Gründers leitet.

## Ehrungen
- Ehrennadel der Karl-Marx-Universität Leipzig, 1984
- Kunstpreis der Stadt Leipzig, 1985
- Ordentliches Mitglied der Sächsischen Akademie der Wissenschaften, 1995

## Aufnahmen (Auswahl)
- Ockeghem/Obrecht "Missa L'Homme armé" Capella Fidicinia, Thomanerchor Leipzig, Hans Grüß querstand